# Селихово (Масловское сельское поселение)
Селихово — деревня в Торжокском районе Тверской области. Относится к Масловскому сельскому поселению.
Находится в 20 км к западу от города Торжка, на реке Осуге.
Население по переписи 2002 года — 497 человека, 219 мужчины, 278 женщин.

## В деревне
- СПК «Селихово»
- МБОУ Селиховская СОШ

## История
В 1859 году во владельческое сельцо Селихово 14 дворов, 201 житель.
В конце XIX-начале XX века деревня Селихово относилась к Рашкинскому приходу Пречистокаменской волости Новоторжского уезда Тверской губернии. В 1884 году в деревне 33 двора, 224 жителя.
После революции 1917 года создан совхоз «Селихово».

## Известные люди
В деревне родился Герой Советского Союза, танкист Анатолий Фёдорович Логинов (1923—2008).